# فهرست بلندترین ساختمان‌ها در نیویورک

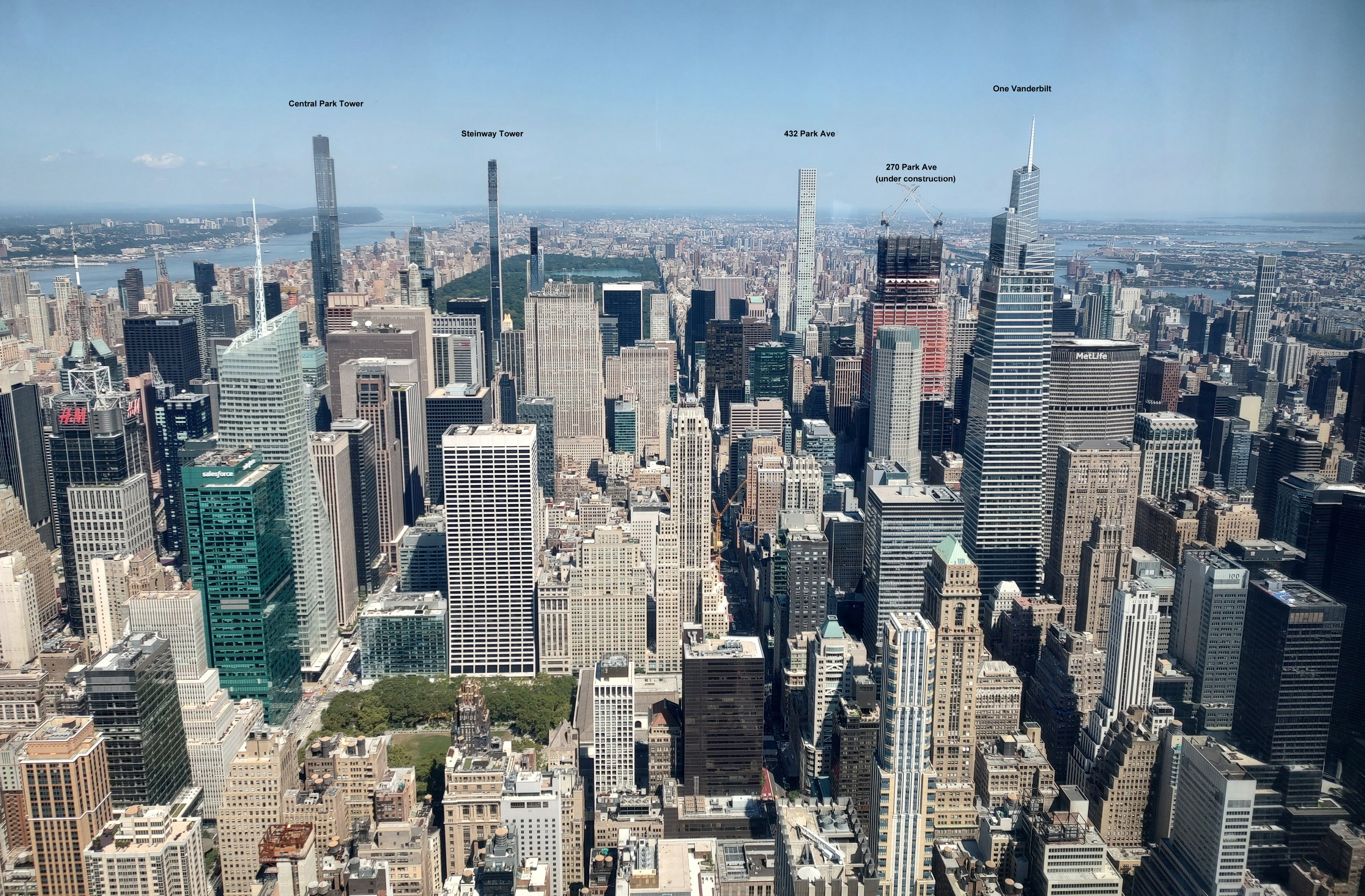
نمایی از میدتاون منهتن در سپتامبر ۲۰۲۳ از طبقه ۱۰۲ امپایر استیت در ارتفاع ۱۲۲۴ ft

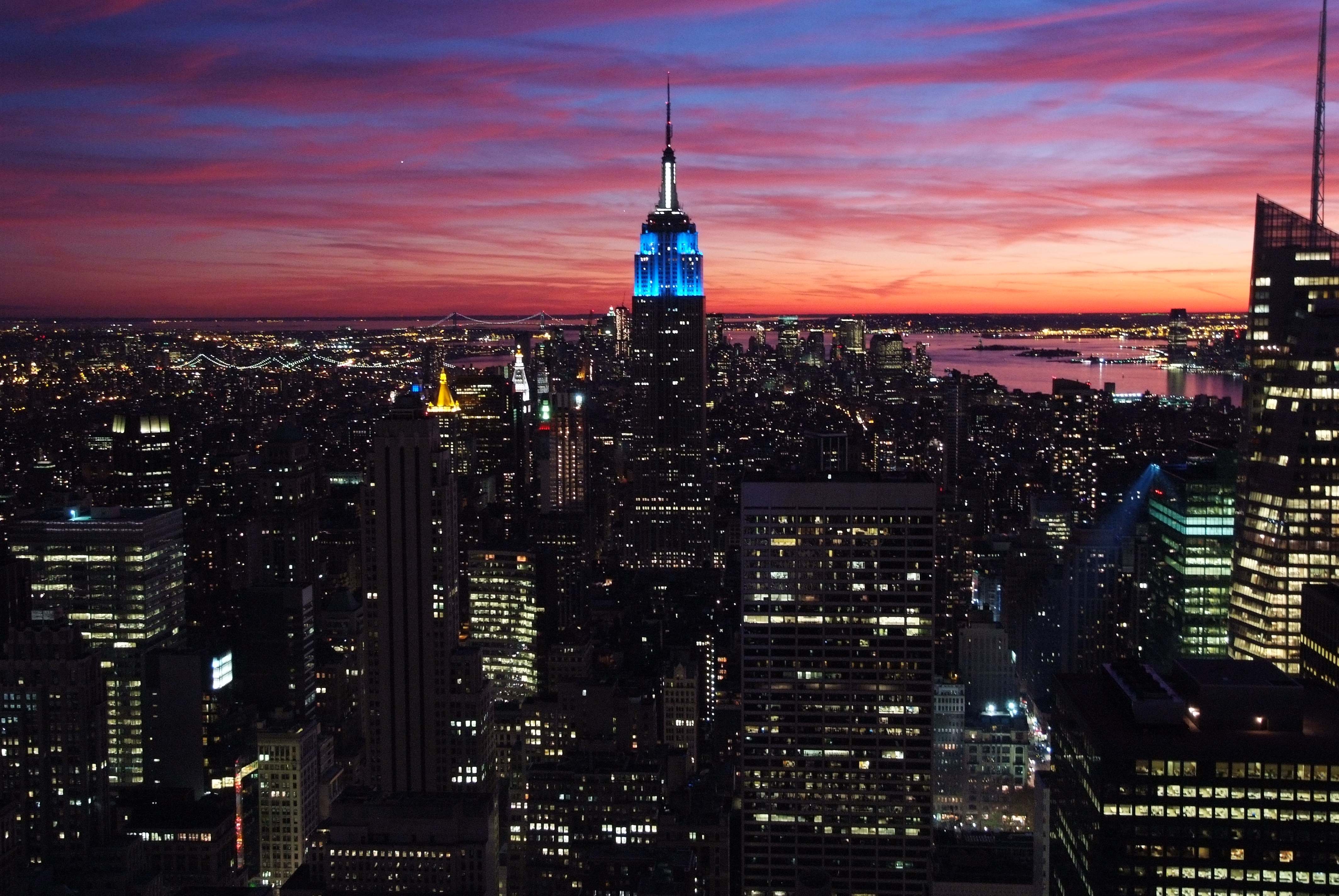
نمایی از منهتن در غروب از دید راکفلر سنتر

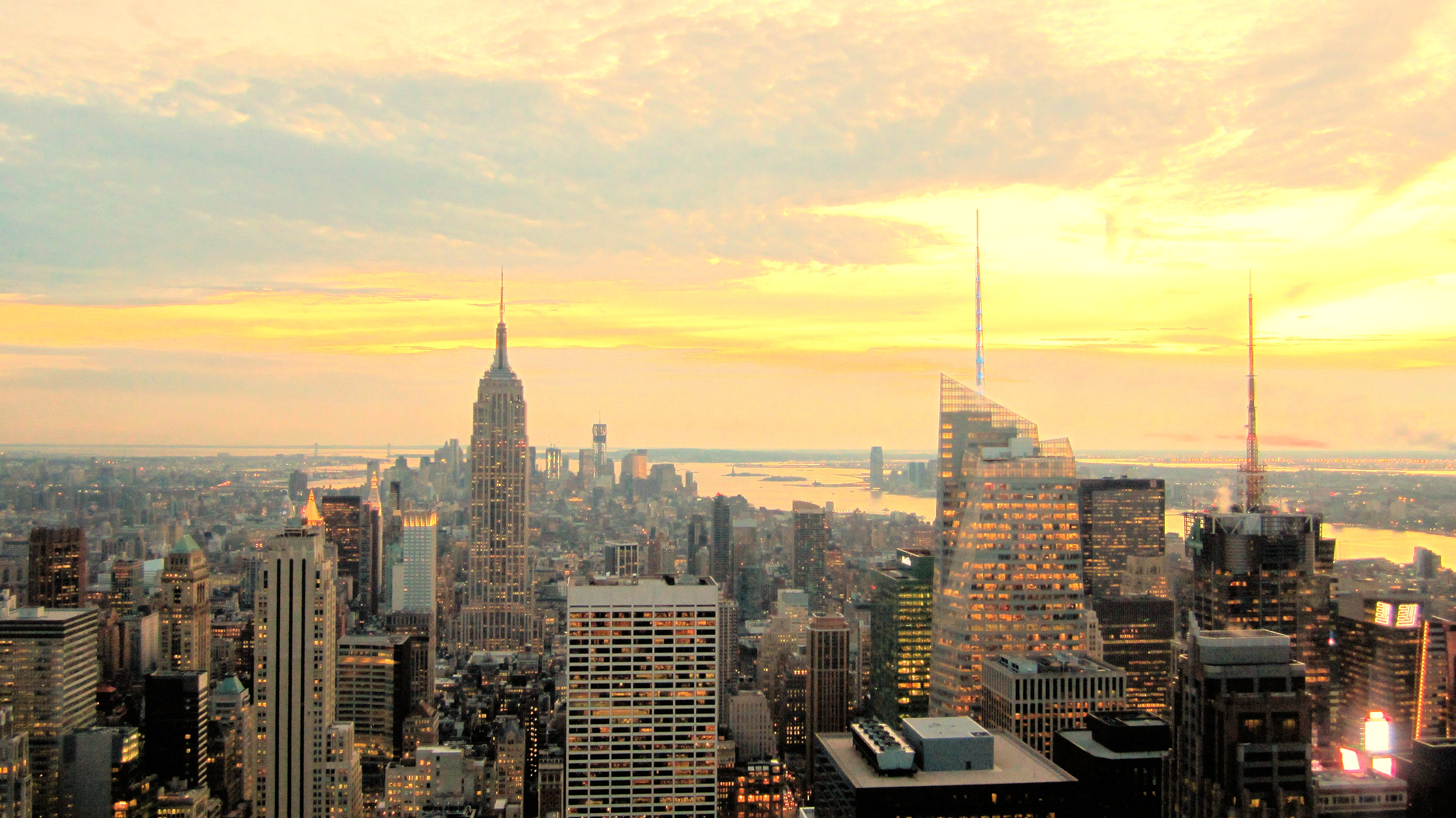
نمایی از منهتن

نیویورک (به انگلیسی: New York City) بزرگ‌ترین شهر ایالات متحده آمریکا، هم‌اکنون خانهٔ ۵۸۴۵ ساختمان با ارتفاع زیاد است که از این تعداد، ۳۱۷ عدد دارای ارتفاع بالای ۱۵۰ متر و ۹۷ عدد دارای ارتفاع بالای ۲۰۰ متر هستند.
بلندترین ساختمان نیویورک هم‌اکنون مرکز تجارت جهانی (ساختمان شماره ۱) با ارتفاع ۱۷۷۶ پا (۵۴۱ متر) است که در تاریخ ۱۰ می ۲۰۱۳ به حداکثر ارتفاع خود رسید. این ساختمان که دارای ۱۰۴ طبقه است دارنده عنوان بلندترین ساختمان ایالات متحده آمریکا، بلندترین ساختمان نیم‌کره غربی و هفتمین ساختمان بلند در جهان نیز است. قبل از اتمام ساخت مرکز تجارت جهانی (ساختمان شماره ۱) در ۲۰۱۴، ساختمان امپایر استیت با ۱۰۲ طبقه و ۱۲۵۰ پا (۳۸۱ متر) بلندترین در نیویورک بود. این ساختمان هم‌اکنون نهمین ساختمان بلند ایالات متحده آمریکا و پنجاه‌وسومین ساختمان بلند جهان است. این ساختمان تا سال ۱۹۷۱ و ساخت مرکز تجارت جهانی با ارتفاع ۱۳۶۸ پا (۴۱۷ متر) بلندترین ساختمان جهان بود. مرکز تجارت جهانی نیز تا سال ۱۹۷۴ و اتمام ساخت برج ویلیس در شیکاگو با ۱۰۸ طبقه دارنده عنوان بلندترین ساختمان جهان بود.
مرکز تجارت جهانی نیز طی حملات ۱۱ سپتامبر در سال ۲۰۰۱ تخریب شد و ساختمان امپایر استیت عنوان بلندترین ساختمان نیویورک را از مرکز تجارت جهانی بازپس‌گرفت. دومین ساختمان بلند در نیویورک برج سنترال پارک است که ۱۵۵۰ پا (۴۷۲ متر) ارتفاع دارد. سومین ساختمان‌ بلند نیویورک، برج استاینوی است که در ۲۰۲۱ به اتمام رسیده.     ساختمان کرایسلر از سال ۱۹۳۰ تا سال ۱۹۳۱ بلندترین ساختمان جهان بود که امروزه در جایگاه دوازدهم قرار دارد.
تقریباً همه ساختمان‌های بلند نیویورک در منهتن جنوبی متمرکز شده‌اند، اگرچه ساختمان‌های بلند دیگری نیز در بروکلین، کویینز و برانکس قرار دارند. در ژانویه ۲۰۱۱، نیویورک دارای ۲۲۸ ساختمان کامل یا در حال ساخت با ارتفاع حداقل ۵۰۰پا (۱۵۲ متر) بود، که این تعداد، از تمامی شهرهای دیگر در ایالات متحده آمریکا بیشتر است.

## تاریخچه
تاریخچه ساخت آسمان‌خراش‌ها در نیویورک با ساخت ورلد بیلدینگ (به انگلیسی: World Building) در سال ۱۸۹۰ آغاز شد. ساختمانی که ارتفاع آن بالغ بر ۱۰۶ متر بود. اگرچه ورلد بیلدینگ اولین ساختمان مرتفع شهر نبود، ولی ارتفاع آن از ارتفاع ۸۷ متری کلیسای ترینیتی در وال‌استریت بلندتربود. تا سال ۱۸۹۹ ورلدبیلدینگ بلندترین ساختمان شهر بود و در نهایت در سال ۱۹۵۵ به جهت عریض کردن دهانه پل بروکلین تخریب شد.
در سال ۱۹۰۰، پانزده آسمان خراش در شهر نیویورک بیش از ۲۵۰ فوت (۷۶ متر) ارتفاع داشتند.
نیویورک نقش برجسته‌ای در توسعه آسمان‌خراش‌ها داشته‌است. از سال ۱۸۹۰، یازده ساختمان دارنده عنوان بلندترین ساختمان جهان بوده‌اند.

## بلندترین ساختمان‌ها
این لیست، ساختمان‌های کامل‌شده یا ساختمان‌های در حال ساختی که به حداکثر ارتفاع خود رسیده‌اند و دارای حداقل ارتفاع ۶۰۰ پا (۱۸۳ متر) باشند، را نشان می‌دهد. در این لیست اجزا ساختمان مانند مخروط، لحاظ شده‌است ولی آنتن نوک ساختمان محسوب نمی‌شود. 
* نشان دهنده ساختمان‌های در حال ساختی که به حداکثر ارتفاع خود رسیده‌اند
= نشان‌دهنده ساختمان‌های با ارتفاع مساوی است

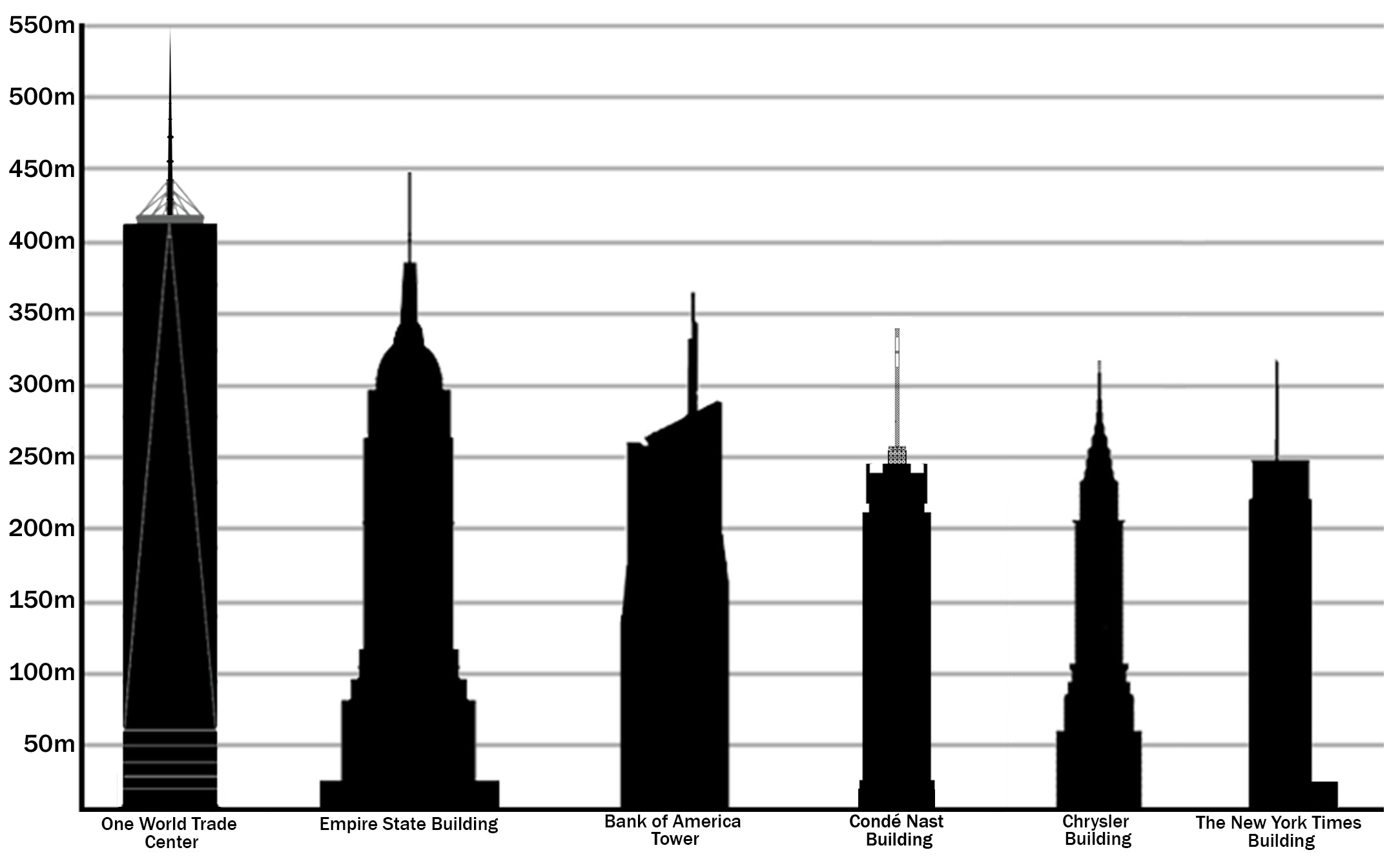
مقایسه ارتفاع بلندترین برج‌های نیویورک

ستون "سال" تعیین‌کننده سال اتمام سازه است
|      | نام                                       | تصویر                   | ارتفاع پا (متر) | طبقه | سال                                     | توضیحات |
| ---- | ----------------------------------------- | ----------------------- | --------------- | ---- | --------------------------------------- | --- |
| ۱    | مرکز تجارت جهانی (ساختمان شماره ۱)        |                         | ۱٬۷۷۶ (۵۴۱)     | ۱۰۴  | ۲۰۱۴                                    | پس از به حداکثر رسیدن ارتفاع این ساختمان در ۱۰ می ۲۰۱۳، بلندترین ساختمان در ایالات متحده آمریکا و سومین ساختمان بلند جهان شد. |
| ۲    | برج سنترال پارک                           |                         | ۱۵۵۰ (۴۷۲)      | ۹۹   | ۲۰۲۱                                    | همچنین به عنوان برج نوردستروم شناخته می‌شود. با ۱۵۵۰ فوت، بالاترین ارتفاع سقف را در بین ساختمان‌های خارج از آسیا دارد و ۱۰۰ فوت (۳۰ متر) از برج ویلیس بلندتر است. این ساختمان هم از نظر ارتفاع سقف و هم از نظر ارتفاع معماری، بلندترین ساختمان مسکونی در جهان است. طبقه بالا به عنوان ۱۳۰ به فروش می‌رسد اما دارای ۹۹ طبقه واقعی است.           |
| ۳    | برج استاینوی                              |                         | ۱۴۲۸ (۴۳۵)      | ۸۵   | ۲۰۲۱                                    | این برج باریک‌ترین برج جهان است. |
| ۴    | وان وندربیلت                              |                         | ۱۴۰۱ (۴۲۷)      | ۷۳   | ۲۰۲۰                                    | این ساختمان دومین ساختمان اداری بلند در نیویورک، بلندترین ساختمان تمام اداری در میدتاون منهتن است. با توجه به ارتفاع سقف‌های کف بین ۱۴ تا ۲۰ فوت، طبقات کمتری نسبت به اکثر ساختمان‌های با ارتفاع مشابه دارد. طبقه بالای آن به شماره ۹۳ است. دارای بالاترین آسانسور پانوراما در جهان است.                                                       |
| ۵    | ۴۳۲ خیابان پارک                           |                         | ۱۳۹۷ (۴۲۶)      | ۸۵   | ۲۰۱۵                                    | این ساختمان سومین ساختمان بلند مسکونی در جهان، بیست و ششمین ساختمان بلند جهان و ششمین ساختمان بلند در ایالات متحده است. |
| ۶    | ۳۰ هادسن یاردز                            |                         | ۱۲۷۰ (۳۸۷)      | ۷۳   | ۲۰۱۹                                    | دارای بالاترین سکوی دید در فضای باز در نیمکره غربی و بالاترین صعود ساختمان در فضای باز در جهان است. طبقه بالا به عنوان ۱۰۱ به فروش می‌رسد. |
| ۷    | ساختمان امپایر استیت                      |                         | ۱٬۲۵۰ (۳۸۱)     | ۱۰۲  | ۱۹۳۱                                    | اولین ساختمان در جهان که دارای بیش از ۱۰۰ طبقه است. این ساختمان که تنها در ۱۳ ماه در دوران رکود بزرگ ساخته شد، از زمان تکمیل آن در سال ۱۹۳۱ تا تکمیل مرکز تجارت جهانی در سال ۱۹۷۲، بلندترین ساختمان جهان بود و پس از تخریب مرکز تجارت جهانی در حملات سپتامبر، بلندترین ساختمان شهر نیویورک بود. با آنتن خود، ۱۴۵۴ فوت (۴۴۳ متر) ارتفاع دارد. |
| ۸    | برج بانک آو آمریکا                        |                         | ۱٬۲۰۰ (۳۶۶)     | ۵۵   | ۲۰۰۸                                    | اولین آسمان‌خراش دریافت‌کننده گواهینامه LEED |
| ۹    | مرکز تجارت جهانی سه                       |                         | ۱۰۷۹ (۳۲۹)      | ۸۰   | ۲۰۱۸                                    | |
| ۱۰   | برج بروکلین*                              |                         | ۱۰۷۳ (۳۲۷)      | ۹۳   | ۲۰۲۲                                    | بلندترین ساختمان در ایالت نیویورک خارج از جزیره منهتن. |
| ۱۱   | ۵۳دبلیو۵۳                                 |                         | ۱۰۵۰ (۳۲۰)      | ۷۷   | ۲۰۱۹                                    | |
| =۱۲  | ساختمان کرایسلر                           |                         | ۱٬۰۴۶ (۳۱۹)     | ۷۷   | ۱۹۳۰                                    | نوزدهمین ساختمان بلند در ایالات متحده آمریکا، اولین ساختمانی که دارای ارتفاع بیشتر از ۱۰۰۰ پا (۳۰۵ متر) بود. بلندترین ساختمان جهان طی سال‌های ۱۹۳۰ و ۱۹۳۱، بلندترین ساختمان تمام آجری در دنیا |
| =۱۲  | ساختمان نیویورک تایمز                     |                         | ۱٬۰۴۶ (۳۱۹)     | ۵۲   | ۲۰۰۷                                    | ۱۴۱ مین برج بلند جهان، در رده نوزدهم بلندترین در ایالات متحده قرار دارد. همچنین به عنوان برج تایمز شناخته می‌شود. اولین ساختمان مرتفع در ایالات متحده که دارای یک دیوار پرده ضدآفتاب سرامیکی بود. |
| ۱۴   | برج مارپیچ                                |                         | ۱۰۳۱ (۳۱۴)      | ۶۶   | ۲۰۲۲                                    | تقریباً هر طبقه دارای تراس بیرونی مخصوص به خود است. |
| ۱۵   | وان۵۷                                     |                         | ۱٬۰۰۴ (۳۰۶)     | ۷۵   | ۲۰۱۴                                    | ۱۷۶ مین ساختمان بلند جهان و ۲۵ مین ساختمان بلند آمریکا است. |
| ۱۶   | ۳۵ هادسون یاردز                           |                         | ۱۰۰۰ (۳۰۵)      | ۷۲   | ۲۰۱۹                                    | ۱۸۴ مین برج بلند جهان و ۲۷ مین برج بلند آمریکا است. |
| ۱۷   | وان منهتن وست                             |                         | ۹۹۶ (۳۰۴)       | ۶۷   | ۲۰۱۹                                    | ۱۸۹ مین ساختمان بلند جهان و ۲۸ مین برج بلند آمریکا است. |
| ۱۸   | ۵۰ هادسون یاردز                           |                         | ۹۸۱ (۲۹۹)       | ۵۸   | ۲۰۲۲                                    | |
| ۱۹   | مرکز تجارت جهانی (ساختمان شماره ۴)        |                         | ۹۷۷ (۲۹۸)       | ۷۲   | ۲۰۱۴                                    | تحت عنوان ۱۵۰ گرین‌ویچ نیز شناخته می‌شود و در ژوئن ۲۰۱۲ به حداکثر ارتفاع خود رسید. جزیی از مرکز تجارت جهانی در حال ساخت |
| ۲۰   | ساختمان امریکن اینترنشنال                 |                         | ۹۵۲ (۲۹۰)       | ۶۷   | ۱۹۳۲                                    | این سومین ساختمان بلند جهان در زمان تکمیل بود. این ساختمان از زمان تکمیل آن تا ساخت برج‌های اصلی مرکز تجارت جهانی در دهه ۱۹۷۰ به عنوان بلندترین ساختمان در منهتن پایین بود، سپس پس از ۱۱ سپتامبر این جایگاه را دوباره بدست آورد و تا زمان ساخت مرکز تجارت جهانی جدید حفظ کرد.                                                                 |
| ۲۱   | ۲۲۰ سنترال پارک ساوت                      |                         | ۹۵۰ (۲۹۰)       | ۶۷   | ۲۰۱۹                                    | |
| ۲۲   | ۲ منهتن وست*                              |                         | ۹۳۵ (۲۸۵)       | ۵۸   |                                         | |
| ۲۳   | ساختمان ترامپ                             |                         | ۹۲۷ (۲۸۳)       | ۷۰   | ۱۹۳۰                                    | بلندترین ساختمان جهان طی کمتر از دو ماه در سال ۱۹۳۰، تحت عنوان ساختمان ۴۰ وال‌استریت نیز شناخته می‌شود. |
| ۲۴   | ۳۰ پارک پِلِیس                              |                         | ۹۲۶ (۲۸۲)       | ۶۷   | ۲۰۱۶                                    | همچنین با عنوان هتل چهار فصل مرکز‌شهر نیویورک شناخته می‌شود. |
| ۲۵   | ساختمان سیتی‌گروپ سنتر                     |                         | ۹۱۵ (۲۷۹)       | ۵۹   | ۱۹۷۷                                    | در گذشته با عنوان سیتی‌کورپ سنتر شناخته می‌شد |
| ۲۶   | ۱۵ هادسون یاردز                           |                         | ۹۱۴ (۲۷۹)       | ۷۰   | ۲۰۱۹                                    | [ ۵۱ ] |
| ۲۷   | ۱۲۵ خیابان گرینویچ*                       |                         | ۹۱۲ (۲۷۸)       | ۷۲   |                                         | [ ۵۲ ] [ ۵۳ ] |
| ۲۸   | ۱۰ هادسن یاردز                            |                         | ۸۷۸ (۲۶۸)       | ۵۲   | ۲۰۱۶                                    | [ ۵۴ ] |
| ۲۹   | ساختمان ۸ اسپروس استریت                   |                         | ۸۷۰ (۲۶۵)       | ۷۶   | ۲۰۱۱                                    | همچنین با عنوان برج بیکمن (به انگلیسی: Beekman Tower) شناخته می‌شود. ۵۲ مین برج بلند آمریکا |
| ۳۰   | برج ترامپ‌ورلد                             |                         | ۸۶۱ (۲۶۲)       | ۷۲   | ۲۰۰۱                                    | بلندترین ساختمان مسکونی در جهان طی سال‌های ۲۰۰۰ تا ۲۰۰۳ |
| ۳۱   | ۴۲۵ خیابان پارک                           |                         | ۸۶۰ (۲۶۲)       | ۴۴   | ۲۰۲۲                                    | [ ۶۱ ] |
| ۳۲   | ساختمان جی‌ئی                              |                         | ۸۵۰ (۲۵۹)       | ۷۰   | ۱۹۳۳                                    | در گذشته با عنوان ساختمان RCA شناخته می‌شد. ۶۲ مین ساختمان بلند آمریکا. |
| =۳۳  | یک میدان منهتن                            |                         | ۸۴۷ (۲۵۸)       | ۷۲   | ۲۰۱۹                                    | [ ۶۴ ] |
| =۳۳  | برج ساتن                                  |                         | ۸۴۷ (۲۵۸)       | ۶۵   | ۲۰۲۲                                    | ۶۴ مین ساختمان بلند آمریکا می‌باشد. |
| ۳۵   | ۵۶ خیابان لئونارد                         |                         | ۸۲۱ (۲۵۰)       | ۵۷   | ۲۰۱۶                                    | ۷۳ مین ساختمان بلند آمریکا است. |
| ۳۶   | ساختمان سیتی‌اسپایر سنتر                   |                         | ۸۱۴ (۲۴۸)       | ۷۵   | ۱۹۸۷                                    | در زمان تکمیل، بلندترین ساختمان با کاربری ترکیبی نیویورک بود. |
| ۳۷   | ۲۸ خیابان لیبرتی                          |                         | ۸۱۳ (۲۴۸)       | ۶۰   | ۱۹۶۱                                    | تا زمان فروش در سال ۲۰۱۵ به عنوان وان چیس منهتن پلازا شناخته می‌شد. |
| ۳۸   | ساختمان کنده ناست                         |                         | ۸۰۹ (۲۴۷)       | ۴۸   | ۱۹۹۹                                    | همچنین یا عنوان چهار تایمز اسکوئر شناخته می‌شود. هشتادمین ساختمان بلند آمریکا است. |
| ۳۹   | ساختمان مت‌لایف                            |                         | ۸۰۸ (۲۴۶)       | ۵۹   | ۱۹۶۳                                    | در گذشته با عنوان ساختمان پن ام شناخته می‌شد. |
| ۴۰   | برج بلومبرگ                               |                         | ۸۰۶ (۲۴۶)       | ۵۴   | ۲۰۰۴                                    | [ ۷۵ ] [ ۷۶ ] |
| ۴۱   | ۱۲۶ خیابان مدیسون                         |                         | ۸۰۵ (۲۴۵)       | ۵۶   | ۲۰۲۱                                    | ۸۳ مین ساختمان بلند در آمریکا است. |
| ۴۲   | ۱۳۸ خیابان پنجاهم شرقی                    |                         | ۸۰۳ (۲۴۵)       | ۶۴   | ۲۰۱۹                                    | [ ۷۸ ] |
| ۴۳   | ۱۳۰ ویلیام                                |                         | ۸۰۰ (۲۴۴)       | ۶۶   | ۲۰۲۳                                    | |
| ۴۴   | ساختمان وول‌ورث                            |                         | ۷۹۲ (۲۴۱)       | ۵۸   | ۱۹۱۳                                    | بلندترین ساختمان جهان طی سال‌های ۱۹۱۳ تا ۱۹۳۰ |
| ۴۵   | ۱۱۱ خیابان موری                           |                         | ۷۸۸ (۲۴۰)       | ۶۰   | ۲۰۱۸                                    | [ ۸۱ ] |
| ۴۶   | ۵۲۰ خیابان پارک                           |                         | ۷۸۱ (۲۳۸)       | ۵۴   | ۲۰۱۸                                    | [ ۸۲ ] |
| =۴۷  | ۵۰ خیابان وست                             |                         | ۷۷۹ (۲۳۷)       | ۶۴   | ۲۰۱۸                                    | ۹۹ مین ساختمان بلند آمریکا. |
| =۴۷  | ۵۵ هادسون یاردز                           |                         | ۷۷۹ (۲۳۷)       | ۵۱   | ۲۰۱۸                                    | [ ۸۵ ] |
| =۴۹  | ساختمان وان ورلدواید پلازا                |                         | ۷۷۸ (۲۳۷)       | ۴۷   | ۱۹۸۹                                    | صدمین ساختمان بلند آمریکا. |
| =۴۹  | برج پارک میدان مدیسون                     |                         | ۷۷۸ (۲۳۷)       | ۶۱   | ۲۰۱۷                                    | ۱۰۱ مین ساختمان بلند آمریکا. |
| ۵۱   | برج اسکای‌لاین نیویورک                     |                         | ۷۶۳ (۲۳۳)       | ۶۷   | ۲۰۲۱                                    | بلندترین ساختمان کویینز نیویورک. |
| ۵۲   | ۱۹ داچ                                    |                         | ۷۵۸ (۲۳۱)       | ۶۳   | ۲۰۱۸                                    | همچنین به عنوان ۱۱۸ خیابان فالتون شناخته می‌شود. |
| ۵۳   | برج تالار کارنگی                          |                         | ۷۵۷ (۲۳۱)       | ۶۰   | ۱۹۹۱                                    | ۱۱۱ مین ساختمان بلند آمریکا. |
| =۵۴  | ساختمان ۳۸۳ خیابان مدیسون                 |                         | ۷۵۵ (۲۳۰)       | ۴۷   | ۲۰۰۱                                    | در گذشته به عنوان دفتر مرکزی بیر استیرنس (به انگلیسی: Bear Stearns) شناخته می‌شد. |
| =۵۴  | پلازا پارک کویینز                         |                         | ۷۵۵ (۲۳۰)       | ۶۷   | ۲۰۲۱                                    | دومین ساختمان بلند در کوئینز پس از برج اسکای‌لاین. |
| ۵۶   | ۱۷۱۷ برادوی                               |                         | ۷۵۳ (۲۳۰)       | ۶۸   | ۲۰۱۳                                    | بلندترین هتل در نیمکره غربی است. |
| ۵۷   | ساختمان آکساسنتر                          |                         | ۷۵۲ (۲۲۹)       | ۵۱   | ۱۹۸۵                                    | در گذشته با عناوین ساختمان اکوتبل و اکوتبل سنتر وست (به انگلیسی: Equitable Building and Equitable Center West) شناخته می‌شد. |
| =۵۸  | ۱۲۵۱ خیابان امریکاس                       |                         | ۷۵۰ (۲۲۹)       | ۵۴   | ۱۹۷۱                                    | قبلا با نام ساختمان اکسان شناخته می‌شد. |
| =۵۸  | برج وان پن پلازا                          |                         | ۷۵۰ (۲۲۹)       | ۵۷   | ۱۹۷۲                                    | [ ۱۰۸ ] [ ۱۰۹ ] |
| =۵۸  | تایم وارنر سنتر (برج شمالی)               |                         | ۷۵۰ (۲۲۹)       | ۵۵   | ۲۰۰۴                                    | [ ۱۱۰ ] [ ۱۱۱ ] |
| =۵۸  | تایم وارنر سنتر (برج جنوبی)               | ۷۵۰ (۲۲۹)               | ۵۵              | ۲۰۰۴ | [ ۱۱۲ ] [ ۱۱۰ ]                         | |
| =۵۸  | ساختمان ۲۰۰ وست‌استریت                     |                         | ۷۵۰ (۲۲۹)       | ۴۴   | ۲۰۱۰                                    | همچنین به عنوان دفتر مرکزی گلدمن ساکس شناخته می‌شود. |
| =۶۳  | وان استور پلازا                           |                         | ۷۴۵ (۲۲۷)       | ۵۴   | ۱۹۷۲                                    | [ ۱۱۵ ] [ ۱۱۶ ] |
| =۶۳  | ۶۰ وال‌استریت                              |                         | ۷۴۵ (۲۲۷)       | ۵۵   | ۱۹۸۹                                    | همچنین به عنوان دفتر مرکزی دویچه بانک شناخته می‌شود. |
| =۶۵  | وان لیبرتی پلازا                          |                         | ۷۴۳ (۲۲۶)       | ۵۴   | ۱۹۷۲                                    | در گذشته با عنوان یو. اس. استیل شناخته می‌شد. |
| =۶۵  | مرکز تجارت جهانی (ساختمان شماره ۷)        |                         | ۷۴۳ (۲۲۶)       | ۴۹   | ۲۰۰۶                                    | اولین برج تکمیل شده در مجتمع جدید مرکز تجارت جهانی. |
| ۶۷   | ۲۰ اکسچنج پِلِیس                            |                         | ۷۴۱ (۲۲۶)       | ۵۷   | ۱۹۳۱                                    | در گذشته تحت عنوان ساختمان سیتی بانک-فارمرز تراست شناخته می‌شد. زمانی که ساخت آن به پایان رسید، چهارمین ساختمان بلند در نیویورک بود. |
| ۶۸   | ۲۰۰ خیابان وسی                            |                         | ۷۳۹ (۲۲۵)       | ۵۱   | ۱۹۸۶                                    | در گذشته تحت عنوان برج امریکن اکسپرس و مرکز مالی جهانی (ساختمان شماره ۳) شناخته می‌شد. |
| ۶۹   | برج روزلند                                |                         | ۷۳۸ (۲۲۵)       | ۵۴   | ۲۰۱۸                                    | همچنین به عنوان ARO شناخته می‌شود. |
| ۷۰   | ساختمان برتلزمان                          |                         | ۷۳۳ (۲۲۳)       | ۴۲   | ۱۹۹۰                                    | [ ۱۳۱ ] [ ۱۳۲ ] |
| ۷۱   | ساختمان یوجین                             |                         | ۷۳۰ (۲۲۳)       | ۶۴   | ۲۰۱۷                                    | [ ۱۳۳ ] |
| ۷۲   | برج میدان تایمز                           |                         | ۷۲۶ (۲۲۱)       | ۴۷   | ۲۰۰۴                                    | [ ۱۳۴ ] [ ۱۳۵ ] |
| ۷۳   | سیتی پوینت بروکلین                        |                         | ۷۲۲ (۲۲۰)       | ۵۷   | ۲۰۲۰                                    | این دومین ساختمان بلند در بروکلین است. |
| ۷۴   | برج متروپولیتن                            |                         | ۷۱۶ (۲۱۸)       | ۶۸   | ۱۹۸۵                                    | [ ۱۳۷ ] [ ۱۳۸ ] |
| ۷۵   | ۲۵۲ خیابان ۵۷ شرقی                        |                         | ۷۱۵ (۲۱۸)       | ۶۵   | ۲۰۱۶                                    | [ ۱۳۹ ] |
| ۷۶   | ۶۱۰ خیابان لکزینگتون                      |                         | ۷۱۱ (۲۱۷)       | ۶۱   | ۲۰۱۸                                    | [ ۱۴۰ ] |
| ۷۷   | ساختمان جنرال‌موتورز                       |                         | ۷۰۵ (۲۱۵)       | ۵۰   | ۱۹۶۸                                    | [ ۱۴۱ ] [ ۱۴۲ ] |
| ۷۸   | ۲۵ راو پارک                               |                         | ۷۰۲ (۲۱۴)       | ۵۴   | ۲۰۲۰                                    | همچنین به عنوان ۲۳ راو پارک شناخته می‌شود. |
| ۷۹   | برج شرکت بیمه عمر متروپولیتن              |                         | ۷۰۰ (۲۱۳)       | ۵۰   | ۱۹۰۹                                    | بلندترین ساختمان دنیا طی سال‌های ۱۹۰۹ تا ۱۹۱۳ |
| ۸۰   | ۵۰۰ خیابان پنجم                           |                         | ۶۹۷ (۲۱۲)       | ۵۹   | ۱۹۳۱                                    | [ ۱۴۶ ] [ ۱۴۷ ] |
| ۸۱   | ۶۰۱ خیابان ۲۹ غربی                        |                         | ۶۹۵ (۲۱۲)       | ۵۸   | ۲۰۲۲                                    | [ ۱۴۸ ] |
| ۸۲   | برج آمریکاس                               |                         | ۶۹۲ (۲۱۱)       | ۴۸   | ۱۹۹۲                                    | [ ۱۴۹ ] [ ۱۵۰ ] |
| ۸۳   | ساختمان سولو                              |                         | ۶۸۹ (۲۱۰)       | ۴۹   | ۱۹۷۴                                    | [ ۱۵۱ ] [ ۱۵۲ ] |
| ۸۴   | ساختمان مارین میدلند                      |                         | ۶۸۸ (۲۱۰)       | ۵۲   | ۱۹۶۷                                    | همچنین تحت عنوان ساختمان بانک اچ‌اس‌بی‌سی شناخته می‌شود. |
| =۸۵  | ۲۷۷ خیابان پارک                           |                         | ۶۸۷ (۲۰۹)       | ۵۰   | ۱۹۶۳                                    | [ ۱۵۵ ] [ ۱۵۶ ] [ ۱۵۷ ] |
| =۸۵  | ۵۵ خیابان واتر                            |                         | ۶۸۷ (۲۰۹)       | ۵۳   | ۱۹۷۲                                    | [ ۱۵۸ ] [ ۱۵۹ ] |
| =۸۵  | ۵ خیابان بیکمن                            | 5beekmanmay29 16        | ۶۸۷ (۲۰۹)       | ۴۷   | ۲۰۱۷                                    | همچنین به عنوان هتل و اقامتگاه بیکمن شناخته می شود. |
| ۸۸   | ساختمان مورگان استنلی                     |                         | ۶۸۵ (۲۰۹)       | ۴۲   | ۱۹۸۹                                    | همچنین به عنوان ۱۵۸۵ برادوی شناخته می‌شود. |
| ۸۹   | برج رندوم هاوس                            |                         | ۶۸۴ (۲۰۸)       | ۵۲   | ۲۰۰۳                                    | [ ۱۶۳ ] [ ۱۶۴ ] |
| ۹۰   | هتل چهار‌فصل نیویورک                       |                         | ۶۸۲ (۲۰۸)       | ۵۲   | ۱۹۹۳                                    | [ ۱۶۵ ] [ ۱۶۶ ] [ ۱۶۷ ] |
| ۹۱   | ساختمان اسکای                             | Sky Building March 2017 | ۶۷۶ (۲۰۶)       | ۶۱   | ۲۰۱۵                                    | این اقامتگاه شامل ۱۱۷۵ واحد لوکس است. |
| ۹۲   | ساختمان مک‌گرو هیل                         |                         | ۶۷۴ (۲۰۵)       | ۵۱   | ۱۹۷۲                                    | همچنین تحت عنوان شماره ۱۲۲۱ خیابان امریکاس شناخته می‌شود. |
| =۹۳  | وان گرند سنترال پلیس                      |                         | ۶۷۳ (۲۰۵)       | ۵۵   | ۱۹۳۰                                    | در گذشته به عنوان ساختمان لینکلن شناخته می شد. |
| =۹۳  | وان میدان کورت                            |                         | ۶۷۳ (۲۰۵)       | ۵۰   | ۱۹۹۰                                    | بلندترین ساختمان در منطقه کویینز از سال 1990 تا 2021. در گذشته تحت عنوان ساختمان سیتی‌گروپ شناخته می‌شد. |
| =۹۳  | برج بارکلی                                |                         | ۶۷۳ (۲۰۵)       | ۵۶   | ۲۰۰۷                                    | [ ۱۷۶ ] [ ۱۷۷ ] |
| =۹۳  | ۲۷۷ خیابان پنجم                           |                         | ۶۷۳ (۲۰۵)       | ۵۵   | ۲۰۱۸                                    | [ ۱۷۸ ] |
| =۹۷  | پارامونت پلازا                            |                         | ۶۷۰ (۲۰۴)       | ۴۸   | ۱۹۷۰                                    | ۲۶۰ مین ساختمان بلند آمریکای شمالی است. |
| =۹۷  | ۱۶۱ میدن لین*                             |                         | ۶۷۰ (۲۰۴)       | ۶۰   |                                         | پروژه از اواخر سال 2020 متوقف شده است و آینده آن نامشخص است. |
| ۹۹   | ۲۰۰ خیابان آمستردام                       |                         | ۶۶۸ (۲۰۴)       | ۵۵   | ۲۰۲۱                                    | بلندترین ساختمان در آپر وست ساید است. |
| ۱۰۰  | ۴۵ پارک پِلِیس*                             |                         | ۶۶۷ (۲۰۳)       | ۴۳   |                                         | [ ۱۸۴ ] |
| ۱۰۱  | برج ترامپ                                 |                         | ۶۶۴ (۲۰۲)       | ۵۸   | ۱۹۸۲                                    | [ ۱۸۵ ] [ ۱۸۶ ] |
| ۱۰۲  | وان وال استریت                            |                         | ۶۵۴ (۱۹۹)       | ۵۰   | ۱۹۳۲                                    | در گذشته ساختمان بانک نیویورک شناخته می‌شد. |
| =۱۰۳ | ۵۹۹ خیابان لکزینگتون                      |                         | ۶۵۳ (۱۹۹)       | ۵۱   | ۱۹۸۶                                    | [ ۱۸۹ ] [ ۱۹۰ ] [ ۱۹۱ ] |
| =۱۰۳ | برج سیلور شرقی                            |                         | ۶۵۳ (۱۹۹)       | ۵۸   | ۲۰۰۹                                    | همچنین تحت عنوان ریورپِلِیس شناخته می‌شود. |
| =۱۰۳ | برج سیلور غربی                            | ۶۵۳ (۱۹۹)               | ۵۸              | ۲۰۰۹ | همچنین تحت عنوان ریورپِلِیس شناخته می‌شود. | |
| ۱۰۶  | ۷۱۲ خیابان پنجم                           |                         | ۶۵۰ (۱۹۸)       | ۵۳   | ۱۹۹۰                                    | [ ۱۹۸ ] [ ۱۹۹ ] [ ۲۰۰ ] |
| ۶۲   | Chanin Building                           |                         | ۶۴۹ (۱۹۸)       | ۵۶   | ۱۹۳۰                                    | [ ۲۰۱ ] [ ۲۰۲ ] |
| ۶۳   | ۲۴۵ Park Avenue                           |                         | ۶۴۸ (۱۹۸)       | ۴۴   | ۱۹۶۶                                    | [ ۲۰۳ ] [ ۲۰۴ ] |
| ۶۴   | برج سونی                                  |                         | ۶۴۷ (۱۹۷)       | ۳۷   | ۱۹۸۴                                    | در گذشته تحت عنوان ساختمان ای‌تی‌اندتی شناخته می‌شد. |
| ۶۵   | Two World Financial Center                |                         | ۶۴۵ (۱۹۷)       | ۴۴   | ۱۹۸۷                                    | [ ۲۰۷ ] [ ۲۰۸ ] |
| ۶۶ = | One New York Plaza                        |                         | ۶۴۰ (۱۹۵)       | ۵۰   | ۱۹۶۹                                    | [ ۲۰۹ ] [ ۲۱۰ ] |
| ۶۶ = | ۵۷۰ Lexington Avenue                      |                         | ۶۴۰ (۱۹۵)       | ۵۰   | ۱۹۳۱                                    | همچنین تحت عنوان ساختمان جنرال الکتریک شناخته می‌شود. |
| ۶۸   | MiMA                                      |                         | ۶۳۸ (۱۹۵)       | ۵۵   | ۲۰۱۱                                    | [ ۲۱۳ ] [ ۲۱۴ ] |
| ۶۹   | ۳۴۵ Park Avenue                           |                         | ۶۳۴ (۱۹۳)       | ۴۴   | ۱۹۶۹                                    | [ ۲۱۵ ] [ ۲۱۶ ] |
| ۷۰   | ۴۰۰ Fifth Avenue                          | —                       | ۶۳۱ (۱۹۲)       | ۵۷   | ۲۰۱۰                                    | [ ۲۱۷ ] [ ۲۱۸ ] |
| ۷۱ = | W. R. Grace Building                      |                         | ۶۳۰ (۱۹۲)       | ۵۰   | ۱۹۷۱                                    | [ ۲۱۹ ] [ ۲۲۰ ] |
| ۷۱ = | Home Insurance Plaza                      |                         | ۶۳۰ (۱۹۲)       | ۴۵   | ۱۹۶۶                                    | [ ۲۲۱ ] [ ۲۲۲ ] |
| ۷۱ = | ۱۰۹۵ Avenue of the Americas               |                         | ۶۳۰ (۱۹۲)       | ۴۰   | ۱۹۷۴                                    | همچنین به عنوان دفترمرکزی ورایزون شناخته می‌شود. |
| ۷۱ = | W New York Downtown, Hotel and Residences |                         | ۶۳۰ (۱۹۲)       | ۵۷   | ۲۰۱۰                                    | [ ۲۲۵ ] |
| ۷۵   | ۱۰۱ Park Avenue                           |                         | ۶۲۹ (۱۹۲)       | ۴۹   | ۱۹۸۲                                    | [ ۲۲۶ ] [ ۲۲۷ ] |
| ۷۶ = | One Dag Hammarskjold Plaza                |                         | ۶۲۸ (۱۹۱)       | ۴۹   | ۱۹۷۲                                    | [ ۲۲۸ ] [ ۲۲۹ ] |
| ۷۶ = | Central Park Place                        |                         | ۶۲۸ (۱۹۱)       | ۵۶   | ۱۹۸۸                                    | [ ۲۳۰ ] [ ۲۳۱ ] |
| ۷۶ = | ۸۸۸ 7th Avenue                            |                         | ۶۲۸ (۱۹۱)       | ۴۶   | ۱۹۷۱                                    | [ ۲۳۲ ] [ ۲۳۳ ] |
| ۷۹ = | هتل والدورف-آستوریا                       |                         | ۶۲۵ (۱۹۱)       | ۴۷   | ۱۹۳۱                                    | [ ۲۳۴ ] [ ۲۳۵ ] |
| ۷۹ = | Burlington House                          |                         | ۶۲۵ (۱۹۱)       | ۵۰   | ۱۹۶۹                                    | [ ۲۳۶ ] [ ۲۳۷ ] |
| ۸۱   | Trump Palace Condominiums                 |                         | ۶۲۳ (۱۹۰)       | ۵۴   | ۱۹۹۱                                    | [ ۲۳۸ ] [ ۲۳۹ ] |
| ۸۲ = | Olympic Tower                             |                         | ۶۲۰ (۱۸۹)       | ۵۱   | ۱۹۷۶                                    | [ ۲۴۰ ] [ ۲۴۱ ] |
| ۸۲ = | ۱۰ Mercantile Building                    |                         | ۶۲۰ (۱۸۹)       | ۴۸   | ۱۹۲۹                                    | همچنین با عنوان شماره ۱۰ خیابان چهلم شناخته می‌شود |
| ۸۴   | ۴۲۵ 5th Avenue                            |                         | ۶۱۸ (۱۸۸)       | ۵۵   | ۲۰۰۳                                    | [ ۲۴۴ ] [ ۲۴۵ ] |
| ۸۵   | One Madison Park                          |                         | ۶۱۷ (۱۸۸)       | ۶۰   | ۲۰۱۰                                    | [ ۲۴۶ ] [ ۲۴۷ ] |
| ۸۶ = | The Epic                                  |                         | ۶۱۵ (۱۸۷)       | ۵۸   | ۲۰۰۷                                    | [ ۲۴۸ ] [ ۲۴۹ ] |
| ۸۶ = | ۹۱۹ Third Avenue                          |                         | ۶۱۵ (۱۸۷)       | ۴۷   | ۱۹۷۱                                    | [ ۲۵۰ ] [ ۲۵۱ ] |
| ۸۶ = | New York Life Building                    |                         | ۶۱۵ (۱۸۷)       | ۴۰   | ۱۹۲۸                                    | [ ۲۵۲ ] [ ۲۵۳ ] |
| ۸۶ = | ۷۵۰ 7th Avenue                            |                         | ۶۱۵ (۱۸۷)       | ۴۰   | ۱۹۸۹                                    | [ ۲۵۴ ] [ ۲۵۵ ] |
| ۹۰ = | Eventi                                    |                         | ۶۱۴ (۱۸۷)       | ۵۴   | ۲۰۱۰                                    | [ ۲۵۶ ] |
| ۹۰ = | Tower 49                                  |                         | ۶۱۴ (۱۸۷)       | ۴۵   | ۱۹۸۵                                    | [ ۲۵۷ ] [ ۲۵۸ ] |
| ۹۲   | Credit Lyonnais Building                  |                         | ۶۰۹ (۱۸۶)       | ۴۵   | ۱۹۶۴                                    | [ ۲۵۹ ] [ ۲۶۰ ] |
| ۹۳   | ۲50 West 55th Street*                     | —                       | ۶۰۵ (۱۸۴)       | ۳۹   | ۲۰۱۳                                    | این ساختمان در اواسط ۲۰۱۲ به حداکثر ارتفاع خود رسید. |
| ۹۴   | The Orion                                 |                         | ۶۰۴ (۱۸۴)       | ۵۸   | ۲۰۰۶                                    | [ ۲۶۲ ] [ ۲۶۳ ] |
| ۹۵   | ۵۹۰ Madison Avenue                        |                         | ۶۰۳ (۱۸۴)       | ۴۱   | ۱۹۸۳                                    | همچنین تحت عنوان ساختمان آی‌بی‌ام شناخته می‌شود. |
| ۹۶   | ۱۱ Times Square                           | —                       | ۶۰۱ (۱۸۳)       | ۴۰   | ۲۰۱۰                                    | همچنین تحت عنوان تایمز اسکوئر پلازا شناخته می‌شود. |
| ۹۷   | Marsh & McLennan Headquarters             |                         | ۶۰۰ (۱۸۳)       | ۴۴   | ۱۹۷۴                                    | [ ۲۶۸ ] |

## بلندترین ساختمان‌ها با درنظر گرفتن سازه راس ساختمان
در این لیست بلندترین ساختمان‌های نیویورک با لحاظ کردن ارتفاع سازه راس مانند آنتن نشان داده شده‌اند. علامت = نشان دهنده ساختمان‌های با ارتفاع مساوی است. عبارت «سال» نشان دهنده سال اتمام ساخت سازه است.

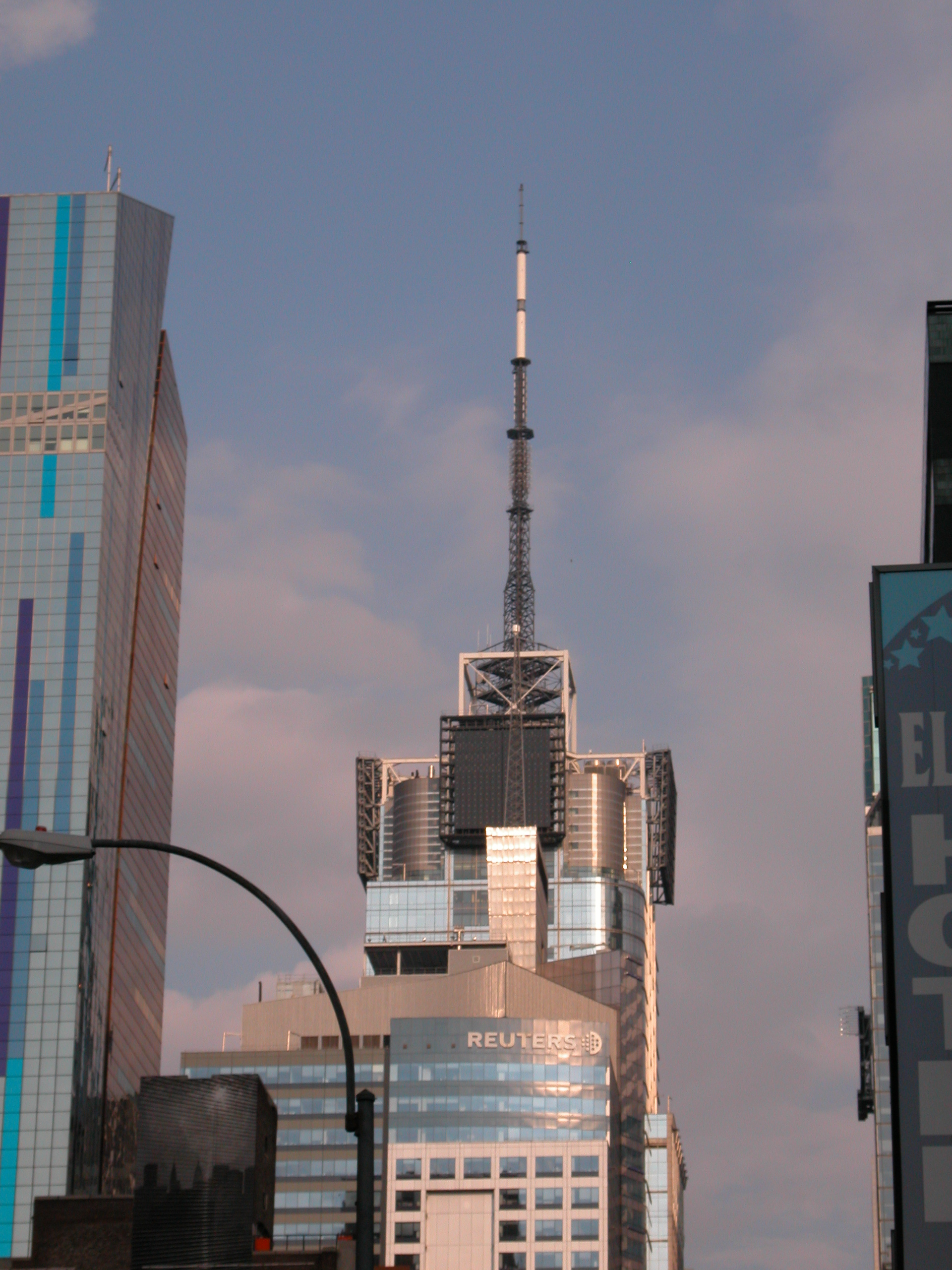
ساختمان کنده ناست، چهارمین ساختمان بلند نیویورک با لحاظ کردن ارتفاع سازه راس

| سازه راس رتبه | استاندارد رتبه | نام                                | سازه راس ارتفاع پا (متر) | استاندارد ارتفاع پا (متر) | طبقات | سال  | منابع                   |
| ------------- | -------------- | ---------------------------------- | ------------------------ | ------------------------- | ----- | ---- | ----------------------- |
| ۱             | ۱              | مرکز تجارت جهانی (ساختمان شماره ۱) | ۱٬۷۷۶ (۵۴۱)              | ۱٬۷۷۶ (۵۴۱)               | ۱۰۴   | ۲۰۱۳ | [ ۲۶۹ ] [ ۲۷۰ ]         |
| ۲             | ۲              | ساختمان امپایر استیت               | ۱٬۴۵۴ (۴۴۳)              | ۱٬۲۵۰ (۳۸۱)               | ۱۰۲   | ۱۹۳۱ | [ ۲۷۱ ] [ ۲۷۲ ] [ ۲۷۳ ] |
| ۳             | ۳              | برج بانک آو آمریکا                 | ۱٬۲۰۰ (۳۶۶)              | ۱٬۲۰۰ (۳۶۶)               | ۵۴    | ۲۰۰۹ | [ ۲۷۴ ] [ ۲۷۵ ]         |
| ۴             | ۱۶             | ساختمان کنده ناست                  | ۱٬۱۱۸ (۳۴۱)              | ۸۰۹ (۲۴۷)                 | ۴۸    | ۱۹۹۹ | [ ۲۷۶ ] [ ۲۷۷ ]         |
| ۵=            | ۴=             | ساختمان کرایسلر                    | ۱٬۰۴۶ (۳۱۹)              | ۱٬۰۴۶ (۳۱۹)               | ۷۷    | ۱۹۳۱ | [ ۲۷۸ ] [ ۲۷۹ ]         |
| ۵=            | ۴=             | ساختمان نیویورک تایمز              | ۱٬۰۴۶ (۳۱۹)              | ۱٬۰۴۶ (۳۱۹)               | ۵۲    | ۲۰۰۷ | [ ۲۸۰ ] [ ۲۸۱ ]         |
| ۷             | ۶              | وان۵۷                              | ۱٬۰۰۴ (۳۰۶)              | ۱٬۰۰۴ (۳۰۶)               | ۷۹    | ۲۰۱۳ | [ ۲۸۲ ] [ ۲۸۳ ]         |
| ۸             | ۷              | مرکز تجارت جهانی (ساختمان شماره ۴) | ۹۷۷ (۲۹۸)                | ۹۷۷ (۲۹۸)                 | ۷۲    | ۲۰۱۳ | [ ۲۸۴ ] [ ۲۸۵ ]         |
| ۹             | ۸              | ساختمان امریکن اینترنشنال          | ۹۵۲ (۲۹۰)                | ۹۵۲ (۲۹۰)                 | ۶۶    | ۱۹۳۲ | [ ۲۸۶ ] [ ۲۸۷ ]         |
| ۱۰            | ۱۸             | برج بلومبرگ                        | ۹۴۱ (۲۸۷)                | ۸۰۶ (۲۴۶)                 | ۵۴    | ۲۰۰۵ | [ ۲۸۸ ] [ ۲۸۹ ]         |

## بلندترین ساختمان‌ها از نظرمنطقه
این لیست بلندترین ساختمان‌های هر بخش شهر نیویورک را نشان می‌دهد. عبارت «سال» نشان دهنده سال اتمام ساخت سازه است.
| بخش          | نام                                | ارتفاع پا (متر) | طبقه | سال  | منابع           |
| ------------ | ---------------------------------- | --------------- | ---- | ---- | --------------- |
| برانکس       | Harlem River Park Towers I & II    | ۴۰۴ (۱۲۳)       | ۴۴   | ۱۹۷۵ | [ ۲۹۰ ] [ ۲۹۱ ] |
| بروکلین      | Brooklyner                         | ۵۱۲ (۱۵۶)       | ۵۱   | ۲۰۰۹ | [ ۲۹۲ ]         |
| منهتن        | مرکز تجارت جهانی (ساختمان شماره ۱) | ۱٬۷۷۶ (۵۴۱)     | ۱۰۴  | ۲۰۱۳ | [ ۲۷۰ ]         |
| کویینز       | One Court Square                   | ۶۵۸ (۲۰۱)       | ۵۰   | ۱۹۹۰ | [ ۲۹۳ ]         |
| استاتن آیلند | Church at Mount Loretto            | ۲۲۵ (۶۹)        | ۱    | ۱۸۹۴ | [ ۲۹۴ ] [ ۲۹۵ ] |

## بلندترین ساختمان‌های در حال ساخت یا در مرحله پروپوزال (پیشنهاد شده)

### در حال ساخت
این لیست بلندترین ساختمان‌هایی که هم‌اکنون در نیویورک در حال ساخت هستند و انتظار می‌رود که ارتفاع آن‌ها به ۶۰۰ پا (۱۸۳ متر) برسند را نشان می‌دهد.
| نام                                | تصویر | ارتفاع* پا (متر) | طبقات | سال* (est.) | |
| ---------------------------------- | ----- | ---------------- | ----- | ----------- | --- |
| مرکز تجارت جهانی (ساختمان شماره ۱) |       | ۱٬۷۷۶ (۵۴۱)      | ۱۰۴   | ۲۰۱۳        | در ۱۰ می ۲۰۱۳ به حداکثر ارتفاع خود رسید و بلندترین ساختمان نیویورک شد.                                                                            |
| 432 Park Avenue                    | —     | ۱٬۳۹۸ (۴۲۶)      | ۸۹    | ۲۰۱۵        | اگر طبق برنامه ساخته شود، این ساختمان بر اساس ارتفاع سقف بلندترین ساختمان نیویورک خواهدشد و از مرکز تجارت جهانی (ساختمان شماره ۱) پیشی خواهدگرفت. |
| مرکز تجارت جهانی (ساختمان شماره ۲) | —     | ۱٬۳۵۹ (۴۱۱)      | ۸۸    | —           | پس از ساخت، دومین ساختمان بلند مرکز تجارت جهانی خواهد شد. ساخت آن از ژانویه ۲۰۱۲ به علت کمبود مستأجر، معلق است.                                   |
| Three World Trade Center           |       | ۱٬۲۴۰ (۳۷۸)      | ۸۰    | ۲۰۱۵        | ممکن است ارتفاع این ساختمان به ۱۱۷۱ پا (۳۵۷ متر) کاهش یابد.                                                                                       |
| وان۵۷                              |       | ۱٬۰۰۴ (۳۰۶)      | ۷۹    | ۲۰۱۴        | در ژوئن ۲۰۱۲ به حداکثر ارتفاع خود رسید. |
| مرکز تجارت جهانی (ساختمان شماره ۴) |       | ۹۷۷ (۲۹۸)        | ۷۲    | ۲۰۱۳        | در ژوئن ۲۰۱۲ به حداکثر ارتفاع خود رسید. |
| 99 Church Street                   | —     | ۹۱۲ (۲۷۸)        | ۶۸    | ۲۰۱۴        | کار ساخت آن به صورت موقت متوقف است. در گذشته با عناوینی چون شماره ۹۹ خیابان چرچ، هتل چهارفصل و کاندمینیمز شناخته می‌شد.                            |
| 56 Leonard Street                  | —     | ۸۲۱ (۲۵۰)        | ۵۷    | ۲۰۱۶        | کار ساخت آن از کوارتر چهارم سال ۲۰۱۲ از سر گرفته‌شد.                                                                                               |
| ۱۷۱۷ برادوی                        |       | ۷۵۳ (۲۳۰)        | ۶۸    | ۲۰۱۳        | در اکتبر ۲۰۱۲ به حداکثر ارتفاع خود رسید. پس از تکمیل بلندترین هتل در نیم‌کره غربی خواهدشد.                                                         |
| 50 West Street                     | —     | ۷۱۴ (۲۱۸)        | ۶۵    | ۲۰۱۵        | کار ساخت آن معلق است. |
| 250 East 57th Street               | —     | ۷۱۲ (۲۱۷)        | ۵۹    | ۲۰۱۴        | [ ۳۱۵ ] |
| 111 Washington Street              | —     | —                | ۵۷    | ۲۰۱۵        | [ ۳۱۶ ] |
| 53rd Street Hotel & Residences     | —     | ۶۱۰ (۱۸۶)        | ۴۶    | ۲۰۱۴        | [ ۳۱۷ ] |
| 250 West 55th Street               | —     | ۶۰۵ (۱۸۴)        | ۳۹    | ۲۰۱۳        | به حداکثر ارتفاع خود رسیده‌است. |

* قسمت‌های مشخص شده با علامت دش (-) حاکی از در دسترس نبودن کامل اطلاعات است.

### پروپوزال (پیشنهاد شده)
این لیست ساختمان‌های در مرحله پروپوزال (پیشنهاد شده) در نیویورک را نشان می‌دهد که انتظار می‌رود ارتفاع آن‌ها به ۶۰۰ پا (۱۸۳ متر) برسد
| نام                       | ارتفاع* پا (متر) | طبقات | سال* | توضیحات                                                                  |
| ------------------------- | ---------------- | ----- | ---- | ------------------------------------------------------------------------ |
| ۲25 West 57th Street      | ۱٬۵۵۰ (۴۷۲)      | ۸۸    | ۲۰۱۸ | Height to tallest occupied space                                         |
| Hudson Place North Tower  | ۱٬۳۳۷ (۴۰۸)      | ۸۰    | ۲۰۱۸ | [ ۳۲۰ ]                                                                  |
| ۱۵ Penn Plaza             | ۱٬۲۱۶ (۳۷۱)      | ۶۸    |      | [ ۳۲۱ ] [ ۳۲۲ ]                                                          |
| One Manhattan West        | ۱٬۲۱۶ (۳۷۱)      | ۶۶    | ۲۰۱۵ | Ground broken                                                            |
| GiraSole                  | ۱٬۰۶۰ (۳۲۳)      | ۶۶    | ۲۰۱۶ | Also known as 3 Hudson Boulevard                                         |
| Tower Verre               | ۱٬۰۵۰ (۳۲۰)      | ۸۲    | —    | Also known as the موزه هنر مدرن Expansion Tower and 53 West 53rd Street. |
| Hudson Place Coach Tower  | ۸۹۵ (۲۷۲)        | ۵۲    | ۲۰۱۵ | [ ۳۲۸ ]                                                                  |
| ۳۴th and 10th Street      | ۱٬۰۰۰ (۳۰۵)      | ۶۵    | ۲۰۱۶ | [ ۳۲۸ ]                                                                  |
| Two Manhattan West        | ۹۳۵ (۲۸۵)        | ۶۰    | ۲۰۱۵ | [ ۳۲۹ ]                                                                  |
| ۱۳۰ Liberty Street        | ۷۴۳ (۲۲۶)        | ۴۲    |      | Considered to be a stale proposal; also known as Five World Trade Center |
| ۶۸۵ First Avenue[A]       | ۷۱۹ (۲۱۹)        | ۶۹    | —    | Considered to be a stale proposal[A]                                     |
| ۶۱۰ Lexington Avenue      | ۷۱۲(۲۱۷)         | —     | —    | Estimated height                                                         |
| ۷۰۰ ۱st Avenue Tower I    | ۶۸۹ (۲۱۰)        | ۶۶    | —    | Considered to be a stale proposal                                        |
| ۱05 West 57th Street      | ۶۹۷ (۲۱۲٫۴)      | ۵۱    | —    | [ ۳۳۶ ] [ ۳۳۷ ]                                                          |
| ۷۰۸ First Avenue          | ۶۶۶ (۲۰۳)        | ۴۵    | —    | Considered to be a stale proposal                                        |
| CityPoint Tower III       | —                | ۶۵    | —    | Would likely become the tallest building in Brooklyn upon completion     |
| Nobu Hotel and Residences | ۶۵۰ (۱۹۸)        | ۶۲    | —    | [ ۳۴۰ ]                                                                  |
| ۷۰۰ ۱st Avenue Tower II   | ۶۳۰ (۱۹۲)        | ۶۰    | —    | Considered to be a stale proposal                                        |
| ۵۱۴ ۱۱th Avenue           | —                | ۶۰    | —    | [ ۳۴۲ ]                                                                  |
| ۷۸ Trinity Place          | —                | ۶۰    | —    | [ ۳۴۳ ]                                                                  |
| ۱60 West 62nd Street      | ۶۲۱ (۱۸۹)        | ۵۷    | —    | [ ۳۴۴ ]                                                                  |
| ۷۰۰ ۱st Avenue Tower III  | ۶۰۰ (۱۸۳)        | ۵۷    | —    | Considered to be a stale proposal                                        |
| The Hub                   | —                | ۵۲    | —    | [ ۳۴۶ ]                                                                  |

* قسمت‌های مشخص شده با علامت دش (-) حاکی از در دسترس نبودن کامل اطلاعات است.

## بلندترین ساختمان‌های تخریب‌شده
این لیست بلندترین ساختمان‌های نیویورک را که تخریب یا نابود شده‌اند و حداقل ارتفاع ۵۰۰ پا (۱۵۲ متر) را داشته‌اند نشان می‌دهد.
| نام                           | Image | ارتفاع پا (متر) | Floors | کامل شده in | نابود شده in | توضیحات                                                                                |
| ----------------------------- | ----- | --------------- | ------ | ----------- | ------------ | -------------------------------------------------------------------------------------- |
| مرکز تجارت جهانی              |       | ۱٬۳۶۸ (۴۱۷)     | ۱۱۰    | ۱۹۷۲        | ۲۰۰۱         | در حملات ۱۱ سپتامبر تخریب شد. طی سال‌های ۱۹۷۲ تا ۱۹۷۴ بلندترین ساختمان جهان بود.        |
| مرکز تجارت جهانی              |       | ۱٬۳۶۲ (۴۱۵)     | ۱۱۰    | ۱۹۷۳        | ۲۰۰۱         | در حملات ۱۱ سپتامبر تخریب شد.                                                          |
| Singer Building               |       | ۶۱۲ (۱۸۷)       | ۴۷     | ۱۹۰۸        | ۱۹۶۸         | برای ساخت وان لیبرتی پلازا تخریب شد. طی سال‌های ۱۹۰۸ تا ۱۹۰۹ بلندترین ساختمان جهان بود. |
| World Trade Center (original) |       | ۶۲۴ (۱۹۰)       | ۴۷     | ۱۹۸۷        | ۲۰۰۱         | در حملات ۱۱ سپتامبر تخریب شد.                                                          |
| Deutsche Bank Building        |       | ۵۶۵ (۱۷۲)       | ۴۰     | ۱۹۷۴        | ۲۰۱۱         | به دلیل آسیبی که در حملات ۱۱ سپتامبر به آن وارد شد از نو ساخته‌شد.                      |

## گاه‌شمار بلندترین ساختمان‌ها
این لیست ساختمان‌هایی را نشان می‌دهد که در زمان اتمام ساختشان بلندترین ساختمان نیویورک بوده‌اند. هم‌اکنون ساختمان امپایر استیت دارنده این عنوان است که پس از حملات ۱۱ سپتامبر و تخریب مرکز تجارت جهانی در سال ۲۰۰۱ این عنوان را باز پس‌گرفت. در سال ۲۰۱۳ و پس از اتمام ساخت مرکز تجارت جهانی (ساختمان شماره ۱)، این عنوان از امپایر استیت پس گرفته‌شد.
| Name                                             | تصویر | آدرس                         | سال‌های به عنوان بلندترین ساختمان | ارتفاع پا (متر) | طبقات | Notes                                                            |
| ------------------------------------------------ | ----- | ---------------------------- | -------------------------------- | --------------- | ----- | ---------------------------------------------------------------- |
| Collegiate Reformed Protestant Dutch Church      |       | Fort Amsterdam               | ۱۶۴۳–۱۸۴۶                        | نامعلوم         | ۱     | تخریب‌شده                                                         |
| Trinity Church                                   |       | 79 Broadway                  | ۱۸۴۶–۱۸۵۳                        | ۲۷۹ (۸۵)        | ۱     | [ ۳۵۹ ]                                                          |
| Latting Observatory (۱۸۵۳–۱۸۵۶)                  |       | 42nd Street and Fifth Avenue | ۱۸۵۳–۱۸۵۴                        | ۳۱۵ (۹۶)        | ۳     | از ارتفاع آن در ۱۸۵۴ به میزان ۲۳ متر کاسته‌شد و در ۱۸۵۶ تخریب شد. |
| Trinity Church                                   |       | 79 Broadway                  | ۱۸۵۴–۱۸۹۰                        | ۲۷۹ (۸۵)        | ۱     | [ ۳۵۹ ]                                                          |
| World Building[B] (۱۸۹۰–۱۹۵۵)                    |       | Frankfort Street             | ۱۸۹۰–۱۸۹۹                        | ۳۴۸ (۱۰۶)       | ۲۰[C] | بلندترین شاختمان شهر طی سال‌های ۱۸۹۴ تا ۱۸۹۹ در ۱۹۵۵ تخریب شد     |
| Manhattan Life Insurance Building (۱۸۹۴–۱۹۳۰)[B] |       | 64–70 Broadway               | ۱۸۹۴–۱۸۹۹                        | ۳۴۸ (۱۰۶)       | ۱۸    | بلندترین شاختمان شهر طی سال‌های ۱۸۹۴ تا ۱۸۹۹ در ۱۹۶۳–۶۴ تخریب شد  |
| Park Row Building                                |       | 13–21 Park Row               | ۱۸۹۹–۱۹۰۸                        | ۳۹۱ (۱۱۹)       | ۳۰    | [ ۳۶۳ ]                                                          |
| Singer Building (۱۹۰۸–۱۹۶۸)                      |       | 149 Broadway                 | ۱۹۰۸–۱۹۰۹                        | ۶۱۲ (۱۸۷)       | ۴۷    | در ۱۹۶۸ تخریب شد.                                                |
| برج شرکت بیمه عمر متروپولیتن                     |       | 1 Madison Avenue             | ۱۹۰۹–۱۹۱۳                        | ۷۰۰ (۲۱۳)       | ۵۰    | [ ۳۶۵ ]                                                          |
| ساختمان وول‌ورث                                   |       | 233 Broadway                 | ۱۹۱۳–۱۹۳۰                        | ۷۹۲ (۲۴۱)       | ۵۷    | [ ۳۶۶ ]                                                          |
| ساختمان ۴۰ وال‌استریت[D]                          |       | 40 Wall Street               | ۱۹۳۰                             | ۹۲۷ (۲۸۳)       | ۷۰    | [ ۳۶۷ ]                                                          |
| ساختمان کرایسلر                                  |       | 405 Lexington Avenue         | ۱۹۳۰–۱۹۳۱                        | ۱٬۰۴۶ (۳۱۹)     | ۷۷    | [ ۲۷۹ ]                                                          |
| ساختمان امپایر استیت                             |       | 350 Fifth Avenue             | ۱۹۳۱–۱۹۷۲                        | ۱٬۲۵۰ (۳۸۱)     | ۱۰۲   | [ ۲۷۱ ]                                                          |
| مرکز تجارت جهانی (۱۹۷۲–۲۰۰۱)                     |       | 1 World Trade Center         | ۱۹۷۲–۲۰۰۱                        | ۱٬۳۶۸ (۴۱۷)     | ۱۱۰   | در حملات ۱۱ سپتامبر تخریب شد.                                    |
| ساختمان امپایر استیت                             |       | 350 Fifth Avenue             | ۲۰۰۱–۲۰۱۳                        | ۱٬۲۵۰ (۳۸۱)     | ۱۰۲   | [ ۲۷۱ ]                                                          |
| مرکز تجارت جهانی (ساختمان شماره ۱)               |       | 1 World Trade Center         | ۲۰۱۳-تا حال                      | ۱٬۷۷۶ (۵۴۱)     | ۱۰۴   | [ ۲۷۰ ]                                                          |